# Bernienville
Bernienville est une commune française située dans le département de l'Eure en région Normandie.

## Géographie

### Localisation
|                       | Quittebeuf           | Bacquepuis                            |
| Tournedos-Bois-Hubert | Bernienville         | Sacquenville Saint-Martin-la-Campagne |
| Claville              | Gauville-la-Campagne | Tourneville                           |

### Hydrographie
La commune est située dans le bassin Seine-Normandie. Elle n'est drainée par aucun cours d'eau,.

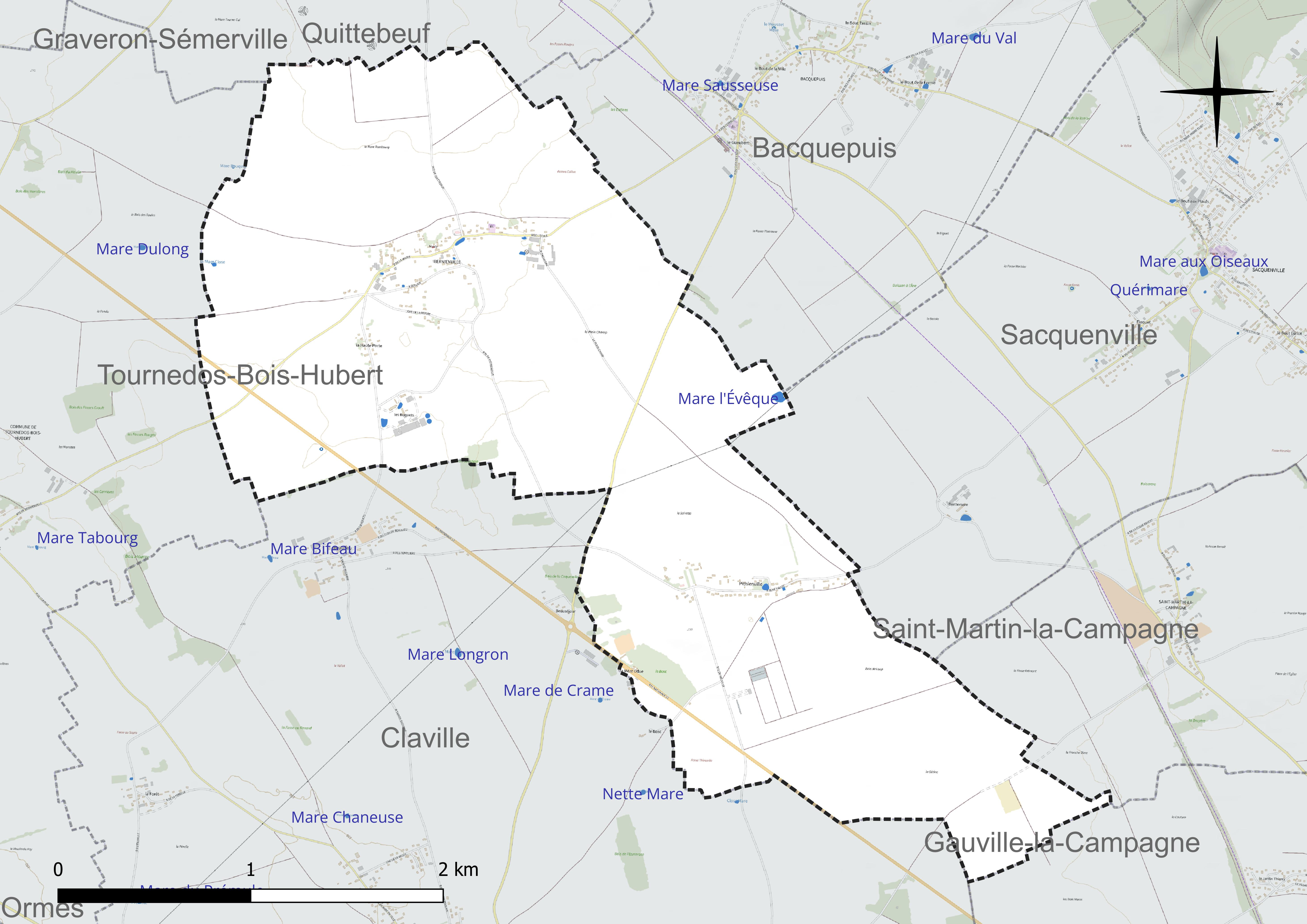
Réseau hydrographique de Bernienville.

Un plan d'eau complète le réseau hydrographique : la mare l'évêque (0,3 ha),.

### Climat
Pour des articles plus généraux, voir Climat de la Normandie et Climat de l'Eure.
En 2010, le climat de la commune est de type climat océanique dégradé des plaines du Centre et du Nord, selon une étude du CNRS s'appuyant sur une série de données couvrant la période 1971-2000. En 2020, Météo-France publie une typologie des climats de la France métropolitaine dans laquelle la commune est exposée à un climat océanique et est dans la région climatique  Côtes de la Manche orientale, caractérisée par un faible ensoleillement (1 550 h/an) ; forte humidité de l’air (plus de 20 h/jour avec humidité relative > 80 % en hiver), vents forts fréquents. Parallèlement le GIEC normand, un groupe régional d’experts sur le climat, différencie quant à lui, dans une étude de 2020, trois grands types de climats pour la région Normandie, nuancés à une échelle plus fine par les facteurs géographiques locaux. La commune est, selon ce zonage, exposée à un « climat des plateaux abrités », correspondant aux plaines agricoles de l’Eure, avec une pluviométrie beaucoup plus faible que dans la plaine de Caen en raison du double effet d’abri provoqué par les collines du Bocage normand et par celles qui s’étendent sur un axe du Pays d'Auge au Perche.
Pour la période 1971-2000, la température annuelle moyenne est de 10,4 °C, avec  une amplitude thermique annuelle de 13,8 °C. Le cumul annuel moyen de précipitations est de 675 mm, avec 11,1 jours de précipitations en janvier et 8 jours en juillet. Pour la période 1991-2020, la température moyenne annuelle observée sur la station météorologique la plus proche, située sur la commune de Huest à 15 km à vol d'oiseau, est de 11,2 °C et le cumul annuel moyen de précipitations est de 600,6 mm,. Pour l'avenir, les paramètres climatiques de la commune estimés pour 2050 selon différents scénarios d’émission de gaz à effet de serre sont consultables sur un site dédié publié par Météo-France en novembre 2022.

## Urbanisme

### Typologie
Au 1er janvier 2024, Bernienville est catégorisée commune rurale à habitat dispersé, selon la nouvelle grille communale de densité à 7 niveaux définie par l'Insee en 2022.
Elle est située hors unité urbaine. Par ailleurs la commune fait partie de l'aire d'attraction d'Évreux, dont elle est une commune de la couronne,. Cette aire, qui regroupe 108 communes, est catégorisée dans les aires de 50 000 à moins de 200 000 habitants,.

### Occupation des sols
L'occupation des sols de la commune, telle qu'elle ressort de la base de données européenne d’occupation biophysique des sols Corine Land Cover (CLC), est marquée par l'importance des territoires agricoles (96,8 % en 2018), en diminution par rapport à 1990 (100 %). La répartition détaillée en 2018 est la suivante : 
terres arables (94,1 %), zones urbanisées (3,2 %), zones agricoles hétérogènes (2,6 %). L'évolution de l’occupation des sols de la commune et de ses infrastructures peut être observée sur les différentes représentations cartographiques du territoire : la carte de Cassini (XVIIIe siècle), la carte d'état-major (1820-1866) et les cartes ou photos aériennes de l'IGN pour la période actuelle (1950 à aujourd'hui).

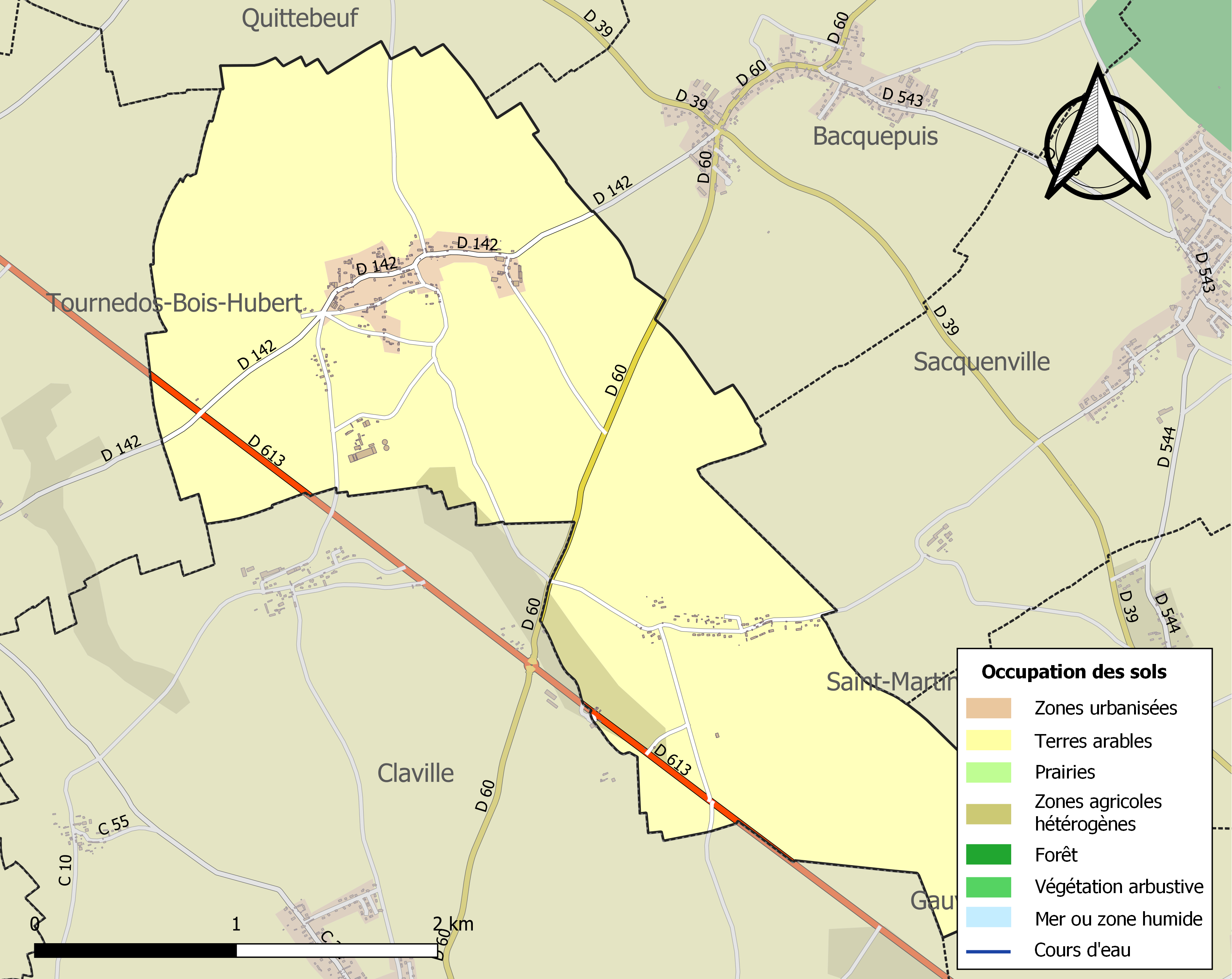
Carte des infrastructures et de l'occupation des sols de la commune en 2018 (CLC).

## Toponymie
Le nom de la localité est attesté sous les formes Bernoienvilla, Bernoevilla, Bernoenvilla entre 1181 et 1192 (bulles du pape Luce ), Bernienville au XIIe siècle, Bernoenvilla en 1192, Bernoeinvilla en 1260 (charte de Saint-Étienne de Renneville) et en 1263, Bernenvilla en 1282 (cartulaire de Saint-Taurin).

## Histoire
En 1844, la commune de Pithienville est fusionnée avec Bernienville.
| Période                                  | Période   | Identité    | Étiquette | Qualité                                                 |
| ---------------------------------------- | --------- | ----------- | --------- | ------------------------------------------------------- |
| Juin 1791                                | Août 1792 | René Vallée |           | 1er maire de Pithienville. Curé réfractaire guillotiné, |
| Les données manquantes sont à compléter. |           |             |           |                                                         |

## Politique et administration
| Période                                  | Période  | Identité         | Étiquette | Qualité  |
| ---------------------------------------- | -------- | ---------------- | --------- | -------- |
| 1844                                     |          |                  |           |          |
| Les données manquantes sont à compléter. |          |                  |           |          |
| mars 2001                                | en cours | Christian Duclos | SE        | Retraité |

## Démographie
L'évolution du nombre d'habitants est connue à travers les recensements de la population effectués dans la commune depuis 1793. Pour les communes de moins de 10 000 habitants, une enquête de recensement portant sur toute la population est réalisée tous les cinq ans, les populations de référence des années intermédiaires étant quant à elles estimées par interpolation ou extrapolation. Pour la commune, le premier recensement exhaustif entrant dans le cadre du nouveau dispositif a été réalisé en 2007.

En 2022, la commune comptait 295 habitants, en évolution de +3,87 % par rapport à 2016 (Eure : −0,25 %, France hors Mayotte : +2,11 %).
| 1793 | 1800 | 1806 | 1821 | 1831 | 1836 | 1841 | 1846 | 1851 |
| ---- | ---- | ---- | ---- | ---- | ---- | ---- | ---- | ---- |
| 236  | 225  | 233  | 173  | 190  | 203  | 176  | 252  | 246  |

| 1856 | 1861 | 1866 | 1872 | 1876 | 1881 | 1886 | 1891 | 1896 |
| ---- | ---- | ---- | ---- | ---- | ---- | ---- | ---- | ---- |
| 234  | 237  | 218  | 210  | 192  | 194  | 166  | 176  | 166  |

| 1901 | 1906 | 1911 | 1921 | 1926 | 1931 | 1936 | 1946 | 1954 |
| ---- | ---- | ---- | ---- | ---- | ---- | ---- | ---- | ---- |
| 162  | 168  | 147  | 143  | 154  | 122  | 155  | 161  | 204  |

| 1962 | 1968 | 1975 | 1982 | 1990 | 1999 | 2006 | 2007 | 2012 |
| ---- | ---- | ---- | ---- | ---- | ---- | ---- | ---- | ---- |
| 178  | 166  | 184  | 232  | 239  | 246  | 261  | 263  | 275  |

| 2017 | 2022 | - | - | - | - | - | - | - |
| ---- | ---- | - | - | - | - | - | - | - |
| 288  | 295  | - | - | - | - | - | - | - |

## Culture locale et patrimoine

### Lieux et monuments

Église Saint-Léger.

- Église Saint-Léger.

### Personnalités liées à la commune
- René Vallée : né le 8 août 1750 à Saint-Aubin-des-Hayes[27] et guillotiné le 12 mai 1794 à Évreux.

Curé de Pithienville, élu maire de Pithienville mais ayant refusé de prêter serment à la Constitution civile du clergé, René Vallée est alors déclaré prêtre réfractaire et remplacé dans ses charges de Pithienville. Il resta toutefois dans cette paroisse malgré les risques de déportation puis se réfugia, en cachette, dans sa famille à Saint-Aubin-des-Hayes avant de partir à l'aventure et errer dans la campagne. Après plusieurs mois d’errance, désespéré, il se livre, le 20 floréal an II (9 mai 1794), à la municipalité de Ferrières-Haut-Clocher qui le fait immédiatement transférer à Évreux. Interrogé le lendemain durant une heure par l'accusateur public, le tribunal, rendant immédiatement son jugement, le condamne à la peine de mort et il est guillotiné 23 floréal an II (12 mai 1794).